# كين كليفت
كين كليفت (بالإنجليزية: Kenneth Clift)‏ هو كاتب أسترالي، ولد في 9 يناير 1916 في سيدني في أستراليا، وتوفي في 22 يوليو 2009 في بوندي ‏ في أستراليا.